# Баранова, Мария Ефимовна
Мария Ефимовна Баранова (1923—1991) — советский работник сельского хозяйства, Герой Социалистического Труда.

## Биография
Родилась 19 сентября 1923 года в станице Гривенской Славянского отдела Кубано-Черноморской области, ныне Калининского района Краснодарского края в крестьянской семье Ефима Игнатьевича и Ульяны Игнатьевны Теленьга.
Окончив семь классов сельской школы, начала работать в местном колхозе «Путь к коммунизму». Вскоре после замужества вместе с супругом Борисом Ивановичем Барановым переехала в совхоз «Красноармейский» (посёлок Октябрьский), где трудилась на различных участках сельскохозяйственного производства. В апреле 1960 года по приглашению главного инженера недавно организованного рисоводческого совхоза «Славянский» В. Ф. Чурикова, переехала в посёлок Рисовый. Начала работь в огородной бригаде: выращивала капусту, арбузы и виноград. Позже стала работать поливальщицей на рисовых чеках. В 1963 году избрана звеньевой.
В 1963 году Мария Ефимовна вырастила рекордный для низовьев Кубани урожай в 89,2 центнера риса с гектара на площади 45,8 гектара; была избрана звеньевой и стала участницей Выставки достижений народного хозяйства СССР. В 1966 году она добилась наивысшего в Краснодарском крае урожая риса на своих чеках — по 86 центнеров с гектара.
Указом Президиума Верховного Совета СССР от 23 июня 1966 года за успехи, достигнутые в увеличении производства и заготовок пшеницы, ржи, гречихи, риса, других зерновых и кормовых культур и высокопроизводительном использовании техники, Барановой Марии Ефимовне присвоено звание Героя Социалистического Труда с вручением ордена Ленина и золотой медали «Серп и Молот».
Наряду с производственной, занималась общественной деятельностью. Была членом КПСС, избиралась депутатом Краснодарского краевого и Славянского районного Советов депутатов трудящихся, была делегатом VI съезда профсоюза рабочих и служащих сельскохозяйственных заготовок и делегатом XIII съезда профсоюзов СССР и членом ЦК профсоюзов (1963).
В 1979 году Мария Ефимовна Баранова вышла на заслуженный отдых, став пенсионером союзного значения. Но продолжала работать до 1986 года, передавая свой опыт молодым рисоводам.
Проживала в Славянском районе Краснодарского края. Умерла 22 мая 1991 года. Похоронена на городском кладбище Славянска-на-Кубани.

## Память
- В Славянском районе Краснодарского края героине установлен мемориальный знак.[4]
- Имя героини носит средняя общеобразовательная школа № 56 посёлка Рисового Славянского района.[5]

## Заслуги
- По итогам работы в 8-й пятилетке была награждена орденом Трудового Красного Знамени (08.04.1971) и вторым орденом Ленина (07.12.1973).
- Также награждалась медалями, в числе которых золотая медаль ВДНХ СССР (19.12.1963) и медаль «За доблестный труд» (1970).
- В 1972 году награждена памятным знаком «50-летия Союза СССР»; в 1973 и 1974 годах удостаивалась звания «Победитель Социалистического соревнования» и награждалась памятными знаками; в 1977 году награждена памятным знаком «60-летия Великого Октября».[2]